# Franz Herre
Pour les articles homonymes, voir Herre.
Franz Herre (né le 11 avril 1926 à Fischen im Allgäu) est un historien et publiciste allemand.

## Biographie
Franz Herre grandit à Augsbourg. Il étudie l'histoire, la littérature allemande et la philosophie à l'Université de Munich et obtient son doctorat en 1949 sous la direction de Franz Schnabel avec une étude sur la bourgeoisie d'Augsbourg au siècle des Lumières. Il travaille ensuite pendant de nombreuses années comme journaliste, par exemple pour l'Augsburger Allgemeine et la Rheinischer Merkur (1955–1959 chef du département de la politique étrangère). De 1962 à 1981, il est rédacteur en chef de Deutsche Welle à Cologne. Aujourd'hui, il vit en tant que journaliste indépendant à Herrsching am Ammersee.
En tant qu'auteur de nombreuses histoires biographiques, en particulier du XIXe siècle, attirant un large public, dans lequel il allie solidité scientifique à un style narratif riche en anecdotes.

## Travaux

### Biographies
- Freiherr vom Stein: sein Leben, seine Zeit, Köln 1973.
- Kaiser Franz Joseph von Österreich: sein Leben, seine Zeit, Köln 1978.
- Kaiser Wilhelm I.: der letzte Preuße, Köln 1980.
- Radetzky: eine Biographie, Köln 1981.
- Metternich: Staatsmann des Friedens, Köln 1983.
- Moltke: der Mann und sein Jahrhundert, Stuttgart 1984.
- Ludwig II. von Bayern: sein Leben – sein Land – seine Zeit, Stuttgart 1986.
- Kaiser Friedrich III.: Deutschlands liberale Hoffnung, eine Biographie, Stuttgart 1987.
- Montgelas: Gründer des bayerischen Staates, Weilheim 1988.
- Napoleon Bonaparte: Wegbereiter des Jahrhunderts, München 1988.
- Napoleon III.: Glanz und Elend des Zweiten Kaiserreiches, München 1990.
- Bismarck: der preußische Deutsche, Köln 1991.
- Kaiser Wilhelm II.: Monarch zwischen den Zeiten, Köln 1993.
- Maria Theresia: die große Habsburgerin, Köln 1994.
- Marie Louise: Napoleon war ihr Schicksal, Köln 1996.
- Prinz Eugen: Europas heimlicher Herrscher, Stuttgart 1997.
- George Washington: Präsident an der Wiege einer Weltmacht, Stuttgart 1999.
- Eugénie: Kaiserin der Franzosen, Stuttgart 2000.
- Joséphine: Kaiserin an Napoleons Seite, Regensburg 2003.
- Napoleon Bonaparte: eine Biografie, überarbeitete Neuausgabe, Regensburg 2003.
- Marie Antoinette: vom Königsthron zum Schafott, Stuttgart u. a. 2004.
- Ludwig I.: ein Romantiker auf Bayerns Thron, Stuttgart u. a. 2005.
- Kaiserin Friedrich: Victoria, eine Engländerin in Deutschland, Stuttgart u. a. 2005.
- Friedrich Wilhelm IV.: der andere Preußenkönig, Gernsbach 2007.

### Monographies
- Das Augsburger Bürgertum im Zeitalter der Aufklärung (= Abhandlungen zur Geschichte der Stadt Augsburg, H. 6), Diss. 1949, Augsburg u. a. 1952.
- Nation ohne Staat: Die Entstehung der deutschen Frage, Kiepenheuer & Witsch, Köln-Berlin 1967.
- Anno 70/71: Ein Krieg, ein Reich, ein Kaiser, Köln 1970,  (ISBN 3-763214-68-2).
- Die amerikanische Revolution: Geburt einer Weltmacht, Köln 1976,  (ISBN 3-404640-53-5).
- Deutsche und Franzosen: der lange Weg zur Freundschaft, Bergisch Gladbach 1983,  (ISBN 3-785703-59-7).
- Die Fugger in ihrer Zeit, Wißner Verlag, 12. Auflage, Augsburg 2009,  (ISBN 3-89639-490-8).
- Die Geschichte Frankreichs. Geschrieben von Franz Herre und in Bildern erzählt von Erich Lessing, C. Bertelsmann Verlag (de), München 1989,  (ISBN 3-570075-83-4).

### Autres travaux
- (Herausgeber mit Hellmuth Auerbach) Bibliographie zur Zeitgeschichte und zum zweiten Weltkrieg für die Jahre 1945–1950, München 1955.
- Paris: Ein historischer Führer vom Mittelalter bis zur Belle Epoque, Köln 1972.
- Der vollkommene Feinschmecker: Einführung in die Kunst des Geniessens, Düsseldorf 1977.
- Wien: historische Spaziergänge, Köln 1992.
- A wie Adenauer: Erinnerungen an die Anfänge der Bonner Republik, Stuttgart 1997.
- Jahrhundertwende 1900: Untergangsstimmung und Fortschrittsglauben, Stuttgart 1998.
- Rom: historische Spaziergänge, Köln 1999.
- Am liebsten Pasta mit Trüffeln: ein Genießer unterwegs, München u. a. 2001,  (ISBN 3-7338-0310-8).